# Dakbeschot
Het dakbeschot is de laag planken of plaatmateriaal, aangebracht op de gordingen of sporen. Het dakbeschot kan uit plaatmateriaal voorzien van warmte-isolatie worden samengesteld en hiermee kan bij de bouw de dakverdieping winddicht worden gemaakt.